# Fiat-Allis
La Fiat-Allis è stata una società del gruppo Fiat nata nel 1974 dall'unione della Fiat Divisione Movimento Terra con le attività dello stesso settore della società statunitense Allis-Chalmers. Si occupava delle macchine movimento terra, come pale meccaniche, apripista, escavatori, livellatori, caricatori ecc. 
Oggi il marchio è inglobato in CNH Industrial.

## Storia

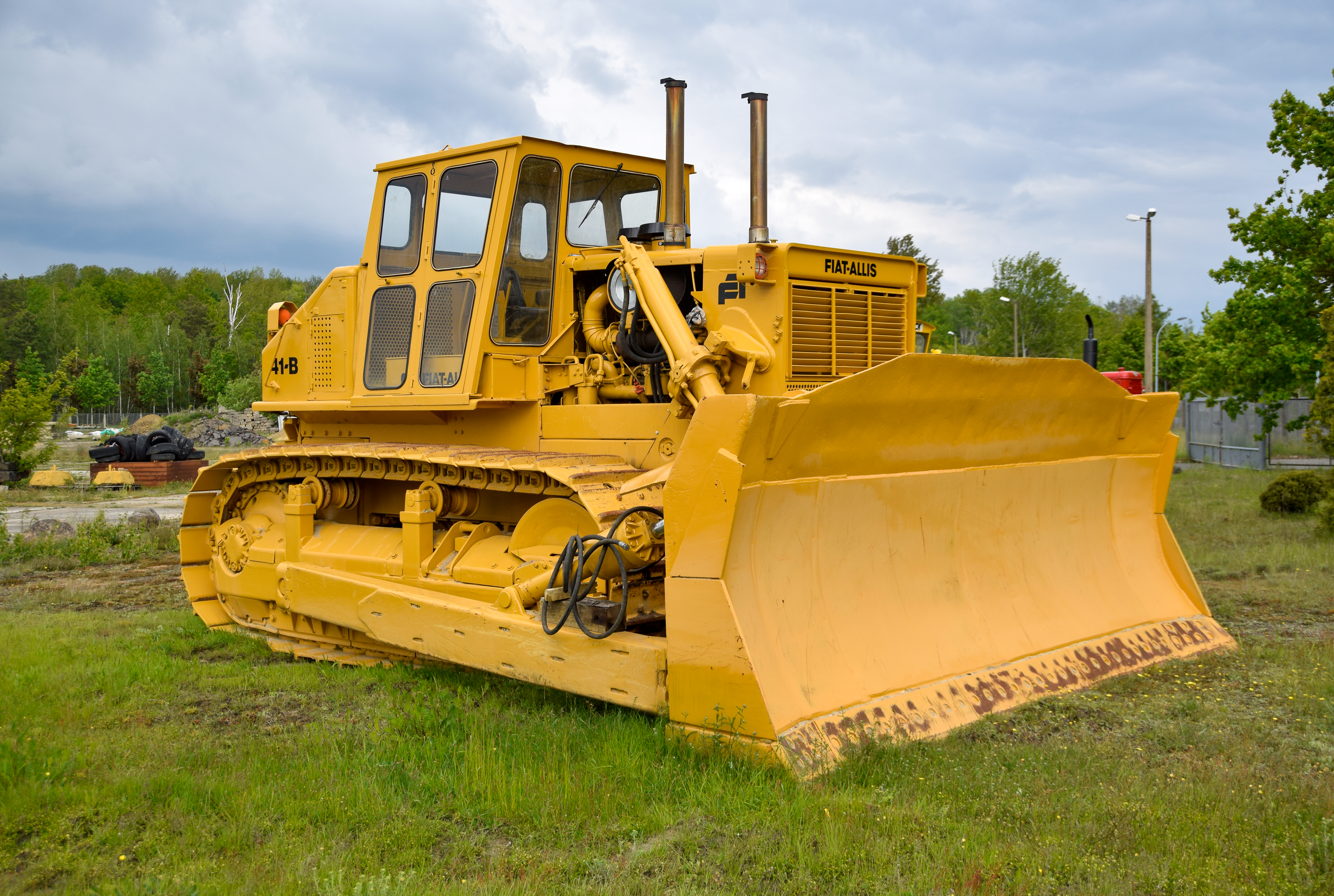
Bulldozer Fiat Allis 41-B

Negli anni trenta, la meccanizzazione agricola era ormai una realtà, mentre la meccanizzazione edile e movimento terra era molto più arretrata e molte macchine agricole erano convertite in modo artigianale in apripista e ruspe.
La Fiat decide quindi di creare una divisione a fianco di Fiat Trattori, nacque quindi la Fiat Movimento Terra, che nei suoi primi anni si limitò a convertire in modo migliore alcune grosse macchine agricole in pale meccaniche e dozer.
Un esempio è la trasformazione di modelli come le FIAT 60C, 70C, 80C, 90C, 100C e 150C; che servivano per l'aratura, in macchine per movimento terra (apripista) rinominandole semplicemente aggiungendo nella sigla la lettera I (industriale) oppure la scritta AD (FIAT 70 CI, AD7C, AD14); o come neL caso delle pale cingolate FL6 - FL7 - FL8 - FL8 C - FL9.
Con il progresso degli anni cinquanta e sessanta le sole pale meccaniche e ruspe non bastavano più alle esigenze di mercato, tuttavia la Fiat era più sviluppata nell'agricoltura che nelle macchine industriali.
Così, nel 1974, la Fiat si unì all'americana Allis-Chalmers dando vita alla Fiat-Allis per fabbricare una linea di cingolati prodotti in Brasile, Stati Uniti e Italia, terne a ruote (Stati Uniti e Inghilterra), escavatrici (Italia e Brasile), livellatrici e ruspe (Stati Uniti).
In Argentina, Fiat-Allis è stato prodotto dalla società Crybsa. Questo prodotto su licenza 605-B escavatore, C-130 e trattore cingolato con 7D.
Tra gli anni 70/80 c'era una macchina che stava rivoluzionando il mondo delle costruzioni, l'escavatore con il braccio idraulico. Fiat acquisì la Simit e più in avanti il Gruppo Benati per produrre escavatori di media potenza e peso in Italia.
La Fiat-Allis restò fra i più importanti produttori di macchine movimento terra per un buon ventennio, seconda sola alla Caterpillar.
Con la creazione della Fiat Geotech a Modena, la Fiat-Allis entrò in questa holding che racchiudeva anche la Fiatagri e cambiò logo.

## Archivio
La parte documentale dell'archivio dell’azienda è conservato presso il Centro storico Fiat, nel fondo Fiat-Allis (estremi cronologici: 1951 - 1978).